# Alburnus mentoides
Espèce
Synonymes
- Chalcalburnus chalcoides mentoides (Kessler, 1859)[2]

Statut de conservation UICN

 EN B1ab(ii,iii,v)+2ab(ii,iii,v) : En danger
Alburnus mentoides est un poisson d'eau douce de la famille des Cyprinidae.

## Répartition
Alburnus hohenackeri est endémique d'Ukraine.

## Description
La taille maximale connue pour Alburnus mentoides est de 130 mm.

## Publication originale
- Kessler, 1859 : Auszüge aus dem Berichte über die nordwestlichen Küsten des schwarzen Meeres und durch die westliche Krym unternommene Reise. Bulletin de la Société Impériale des Naturalistes de Moscou, vol. 32, p. 520-546 (texte intégral).